# C’est Chic
Az 1978-as C'Est Chic a Chic második nagylemeze, mely tartalmazza az együttes nagy slágerét, a Le Freak című dalt,  mely a US Hot 100, US R&B és US Club Play listák élére került 1978 októberében. A kislemez hatmillió példányban kelt el, és máig az Atlantic Records legeladottabb kislemezének számít immáron harminc éve. Az albumról további két kislemez jelent meg, az I Want Your Love mely az amerikai R&B lista 5., míg a Pop lista 7. helyéig jutott, de az Egyesült Királyságban is slágerlistás helyezést ért el, ott a 4. helyig sikerült jutnia.
Az album első lett a US R&B albumlistán, míg a Billboard listáján a 4. helyig jutott. 1979-ben elnyerte a Billboard magazin az év R&B albuma elismerését. A RIAA platinalemezzé nyilvánította egymillió eladott példány után. Szerepel az 1001 lemez, amit hallanod kell, mielőtt meghalsz című könyvben.
1991-ben adta ki az Atlantic Records/Warner Music CD formájában, és egyike annak a két Chic-albumnak, melynek még nem jelent meg felújított változata.

## Az album dalai
LP NED Atlantic – ATL 50 565, Atlantic – MS/MT 5049
| 1. | Chic Cheer   | Bernard Edwards, Nile Rodgers | 4:42 |
| 2. | Le Freak     | Edwards, Rodgers              | 5:23 |
| 3. | Savoir Faire | Edwards, Rodgers              | 5:01 |
| 4. | Happy Man    | Edwards, Rodgers              | 4:17 |

| 1. | I Want Your Love  | Edwards, Rodgers | 6:45 |
| 2. | At Last I Am Free | Edwards, Rodgers | 7:08 |
| 3. | Sometimes You Win | Edwards, Rodgers | 4:26 |
| 4. | (Funny) Bone      | Edwards, Rodgers | 3:41 |

## Közreműködők
- Bernard Edwards – ének, basszusgitár
- Diva Gray – ének
- Luci Martin – ének
- David Lasley – ének
- Luther Vandross – ének
- Nile Rodgers – gitár
- Tony Thompson – dob
- Robert Sabino – clavinet, akusztikus és elektromos zongora
- Andy Schwartz – clavinet, akusztikus és elektromos zongora
- Raymond Jones – Fender Rhodes
- Sammy Figueroa – ütőhangszerek
- Jose Rossy – csőharangok
- Marianne Carroll (The Chic Strings) – vonósok
- Cheryl Hong (The Chic Strings) – vonósok
- Karen Milne (The Chic Strings) – vonósok
- Jon Faddis – trombita
- Ellen Seeling – trombita
- Alex Foster – szaxofon
- Jean Fineberg – szaxofon
- Barry Rodgers – harsona
- Gene Orloff – koncertmester